# Jonas Ramonas
Jonas Ramonas (* 29. Februar 1960 in Milvydiškiai, Rajongemeinde Telšiai) ist ein litauischer Politiker, Mitglied des Seimas.

## Leben
Von 1967 bis 1971 lernte er in Barzdžiai bei Telšiai. Nach dem Abitur 1978 an der Mittelschule Janapolė lernte er von 1979 bis 1982 am Sowchos-Technikum in Rietavas und wurde Techniker und Mechaniker. Von 1984 bis 1989 absolvierte er das Diplomstudium der Agronomie der Lietuvos žemės ūkio akademija. Ab 2004 studierte er Bauarchitektur an der Kauno technologijos universitetas. 
Er arbeitete im Forstamt Telšiai als Chauffeur und ab 1983 im „Lenino keliu“-Kolchos als Ingenieur. 
Von 1993 bis 1995 war er Leiter der Sektion Telšiai des Litauischen Verbands der Landwirte (Lietuvos ūkininkų sąjunga), von 1997 bis 2000 erster Vizepräsident der Žemės ūkio rūmai, von 2000 bis 2005 Präsident der Lietuvos Respublikos žemės ūkio rūmai.
Von 2004 bis 2012 war er Mitglied im Seimas, ausgewählt in Šakiai als Mitglied der Valstiečių ir Naujosios demokratijos partijų sąjunga. 
Von 2008 bis 2012 war er Mitglied der Tvarka ir teisingumas.
Er ist verheiratet. Mit Frau Vilija hat er die Töchter Danielė und Gabrielė.